# Astyochia subliturata
Astyochia subliturata är en fjärilsart som beskrevs av Paul Dognin 1904. Astyochia subliturata ingår i släktet Astyochia och familjen mätare. Inga underarter finns listade i Catalogue of Life.